# Gonomyia bigeminata
Gonomyia bigeminata là một loài ruồi trong họ Limoniidae. Chúng phân bố ở miền Australasia.